# Франк, Пьер
Пьер Франк (фр. Pierre Frank, 24 октября 1905, Париж, — 18 апреля 1984, там же) — один из лидеров французского троцкистского движения, состоял в секретариате Четвёртого интернационала с 1948 по 1979 год.

## Краткая биография
Учился на инженера-химика. Франк был одним из первых французских троцкистов. Сотрудничал с сюрреалистом Пьером Навиллем и синдикалистом Альфредом Росмером. В 1930 году он присоединился к Троцкому на острове Принкипо для подготовки первой конференции Международной левой оппозиции. Возвратившись во Францию, он стал лидером Коммунистической лиги в 1930-е годы.
В 1934 году члены Коммунистической лиги вступили во Французскую секцию рабочего интернационала и сформировали Группу большевиков-ленинцев в качестве фракции внутри СФИО. Этот шаг вошёл в историю, как «французский поворот», потому что французские троцкисты тогда впервые применили тактику энтризма в массовые социал-демократические организации. Пьер Франк в июне 1935 года был избран в руководство СФИО, однако уже через несколько месяцев был исключён из него.
Тогда начались разногласия между сторонниками Франка и Молинье и большинством французских троцкистов. В итоге, Франк и его единомышленники были исключены из Группы большевиков-ленинцев и Движения за Четвёртый интернационал. Франк вместе с Молинье был учредителем группы «Коммуна», сформировавшейся вокруг одноименной газеты («La Commune»). Мандель замечал, что эта группа «была, главным образом, опознаваема по бескомпромиссной подготовительной антимилитаристской и антиимпериалистической работе, за что подвергалась репрессиям и преследованиям со стороны французского империалистического правительства».
В январе 1936 года Франк и Молинье основали Комитет за Четвёртый интернационал, который в июне этого же года был преобразован в Международную коммунистическую партию. МКП не была связана с Движением за Четвёртый интернационал Льва Троцкого, одна в недолгий период июня — октября 1936 года объединилась с Международной рабочей партией. В конце 1930-х годов Франк много печатается в изданиях МКП «La Vérité» («Правда») и «La Commune».
Когда вспыхнула Вторая мировая война, Франк был отправлен в Великобританию для осуществления легальных публикаций. Он осуществлял их в журнале «International Correspondence» («Inprecor»), однако, через некоторое время, был интернирован в британский концентрационный лагерь.
После окончания Второй мировой войны Франк вернулся во Францию, где его сторонники проводили кампанию по возрождению Четвёртого интернационала. Он присоединился к руководству Международной коммунистической партии, созданной в 1944 году. На мировом конгрессе 1948 года Франк вошёл в международное руководство, в составе которого также были Эрнест Мандель и Мишель Пабло.
Франк был довольно важной фигурой в МКП в 1950—1960-е годы. В 1963 году он был избран в Объединённый секретариат Четвёртого интернационала, а также утверждён в качестве редактора еженедельной газеты «Intercontinental Press». После того, как МКП присоединилась к Коммунистической лиге в 1968 году, Франк вошёл в состав руководства организации (позже — Революционной коммунистической лиги), и оставался в нём до своей смерти.
Пьер Франк был автором книги по истории троцкистского движения, названной «Долгий марш троцкистов» (англ. The Long March of the Trotskyists).
Его прах покоится на кладбище «Пер-Лашез».